# ذباب العث المنزلي
ذباب العث المنزلي (الاسم العلمي:Psychoda domestica) هو نوع من الحشرات يتبع جنس فراشي المظهر من فصيلة فراشيات المظهر.